# Rachid Kaci
Pour les articles homonymes, voir Kaci.
Rachid Kaci, né en 1966 à Suresnes, est un haut fonctionnaire et homme politique français.

## Jeunesse
Ses parents sont arrivés d'Algérie en France en 1955,,. Rachid Kaci est né et a grandi à Suresnes, dans les Hauts-de-Seine.
Il est titulaire d'une maîtrise de mathématiques. Il s'engage dans le milieu associatif, notamment le soutien scolaire et les radios libres comme la radio berbère Tiwizi (« Entraide » en kabyle) en 1987. Enseignant, Rachid Kaci a été attaché de presse du chanteur et poète kabyle Lounis Aït Menguellet, qu'il rencontre en 1992.

## Carrière politique
En 1988, il rejoint l'association pour les droits civiques France plus dont il devient vice-président, puis fonde l'association Democratia en 1992. Depuis la première affaire du voile en 1989 il affirme son attachement à l'égalité des sexes et la laïcité.
En 1993, il rejoint le RPR dans le sillage de Charles Pasqua et soutient Édouard Balladur lors de l'élection présidentielle de 1995. Après avoir participé à Idées-Action, la structure politique créée par Alain Madelin, il adhère à Démocratie libérale. En 2002, il fait partie de l'équipe de campagne de Madelin pour l'élection présidentielle.
En 2000, il participe au banquet annuel de l'Action française.
Il poursuit son engagement dans l'Union pour la majorité présidentielle (UMP) dont il brigue la présidence en 2002 face à Alain Juppé quand ce mouvement devient l'Union pour un mouvement populaire ; il recueille 3,17 % des voix. Il y anime un courant dénommé la Droite libre pour une « droite décomplexée », libérale et conservatrice. Il se présente de nouveau à la présidence du parti en 2004 face à Nicolas Sarkozy aux côtés de Nicolas Dupont-Aignan et leur liste obtient près de 10 % des suffrages des militants UMP.
Il s'inscrit comme candidat à l'investiture de l'UMP pour l'élection présidentielle de 2007. Sa réflexion sur l'intégration et la laïcité se démarque de celle de Nicolas Sarkozy. Le 21 décembre 2006, il retire sa candidature pour soutenir Nicolas Sarkozy pour les élections de 2007 ; « Tu es le seul à pouvoir battre la gauche » lui aurait-il adressé.
Le 31 août 2007, il est nommé conseiller technique à la présidence de la République par Nicolas Sarkozy.
Le 15 novembre 2007, Rachid Kaci est investi par l'UMP pour mener la liste pour la ville de Nanterre, lors des élections municipales de mars 2008. La liste « Nanterre en valeurs » qu'il mène obtient 14,33 % des voix au premier tour (4 sièges) alors que la liste d'union de la gauche menée par Patrick Jarry l'emporte dès le premier tour avec 52,49 % des voix (43 sièges).
Il est candidat à la primaire organisée par l'Union pour un mouvement populaire pour les élections régionales de 2010 en Île-de-France, avant d'abandonner la course à l'investiture le 23 janvier 2009 et d'appeler à soutenir Valérie Pécresse.
Il est nommé sous-préfet, directeur de cabinet du préfet de la région Champagne-Ardenne, le 8 juillet 2009.
Par décret du président de la République du 30 août 2012, il est nommé sous-préfet de Montmorillon dans le département de la Vienne, puis sous-préfet hors-cadre en décembre 2013. Le 15 juillet 2014, le président de la République prend par décret une mesure d'exclusion temporaire de ses fonctions pour 15 jours, à la suite d'absences ainsi que des frais d'essence et de péages injustifiés alors qu'il avait décidé de s'investir dans la campagne des élections municipales à Clichy avec Didier Schuller,,.
Par décret du 6 janvier 2016, il est nommé sous-préfet de Lunéville.
En 2019, il est muté dans l'arrondissement de Sens pour y être sous-préfet, fonction qu'il exerce jusqu'en 2023. Il travaille ensuite pour Paris 2024.

## Ouvrages
- Qui se cache derrière les moustaches de José Bové ? coécrit avec Yves Kerhuon, Les Syrtes, 2007.
- Lettre ouverte aux démagogues, Édition des Syrtes, 2006.
- La République des lâches : la faillite des politiques d'intégration préfacé par Jean Sévillia, Les Syrtes, 2004.
- Comment peut-on être Français ?, coll. À Dire Vrai, Larousse, 2009.